# Gerardo Grasso
Gerardo Alfonso María Grasso Zappale (Caposele, 3 de agosto de 1860 - Montevideo, 18 de junio de 1937) fue un músico y compositor uruguayo de origen italiano.

## Biografía
Nació en Caposele, provincia de Avellino, en la región de Campania, Italia. Sus padres fueron Estanislao Grasso y Rosina Zappale. Llegó a Montevideo a muy temprana edad en compañía de su padre, también músico, quien fuera su primer maestro y también director de la Orquesta Municipal de Caposele. 
El 24 de febrero de 1887, Gerardo Grasso contrae matrimonio con Luisa Morelli con quien tuvo dos hijos.
Fue en su primer tiempo estudiante de flauta, piano y armonía, con los maestros Franch y José Strigelli. Posteriormente es designado Director de la Banda de Músicos de la Escuela Nacional de Artes y Oficios de Montevideo.
Fue profesor del Conservatorio Musical La Lira en Montevideo y en esta capital una calle lo homenajea.

## Obras
A pedido del Coronel Julio Muró, realizó un pericón para piano, con arreglo para orquesta, que se conoce como la primera composición escrita de este ritmo de origen colonial. Para realizarlo se basó en la observación del baile por parte de artistas populares. El Pericón Nacional, como se le denominó, se estrenó el 3 de agosto de 1887, ejecutada por la Banda de Músicos bajo su dirección. Prontamente reconocido como Baile Nacional del Uruguay, el Presidente de la República General Máximo Tajes, dispuso que se distribuyera a todas las bandas militares del país, que ejecutaban la obra los domingos en las plazas de las ciudades del interior o en ocasión de fiestas o acontecimientos culturales.
Su arreglo del Himno Nacional de Uruguay, compuesto por Francisco José Debali, fue oficializado por decreto del 14 de mayo de 1934 del Poder Ejecutivo.
Es autor de numerosas piezas musicales de carácter patriótico, religioso, etc. Entre sus alumnos en la Escuela Nacional de Artes y oficios, se destaca Cayetano Alberto Silva, autor de la Marcha San Lorenzo, una de las marchas militares más famosas del mundo.